# André Pellissier
André Pellissier, né le 26 novembre 1742 à Saint-Rémy-de-Provence et mort dans la même ville le 19 mai 1791, est un médecin et homme politique français.

## Biographie
André Pellissier est le fils de Denis Pellissier, docteur en médecine de la faculté de médecine de Montpellier, et de Thérèse Magdeleine Durand. 
Reçu docteur en médecine, Pellissier s'établit à Saint-Rémy. Il est député aux États de Provence en 1788.
Le 16 avril 1789, la sénéchaussée d'Arles l'envoie siéger aux États généraux, comme député du tiers, avec 78 voix (114 votants) ; il opine avec la majorité. En avril 1790, il devient maire de Saint-Rémy, et donne ses soins, comme médecin, à son collègue Mirabeau, conjointement avec Cabanis ; atteint lui-même d'une grave maladie de poitrine, il dut demander un congé, et succomba à cette maladie en arrivant à Saint-Rémy.
Il est l'auteur d'un « Catéchisme du tiers-état », qui eut plusieurs éditions et fut très répandu dans le midi de la France.
Marié avec Magdeleine Boutard, leur fils Denis-Marie Pellissier sera également médecin et homme politique.